# Eddara euchroma
Eddara euchroma är en insektsart som beskrevs av Walker 1858. Eddara euchroma ingår i släktet Eddara och familjen lyktstritar. Inga underarter finns listade i Catalogue of Life.